# (113952) Schramm
(113952) Schramm ist ein Asteroid des inneren Hauptgürtels, der am 10. Oktober 2002 im Rahmen des Sloan Digital Sky Surveys am 2,5-Meter-Ritchey-Chrétien-Reflektor des Apache-Point-Observatoriums (IAU-Code 645) in New Mexico entdeckt wurde. Unbestätigte Sichtungen des Asteroiden hatte es vorher schon unter der vorläufigen Bezeichnung 1995 WL32 im November 1995 an der auf dem Kitt Peak gelegenen Außenstation des Steward Observatory gegeben.
Mittlere Sonnenentfernung (große Halbachse), Exzentrizität und Neigung der Bahnebene des Asteroiden entsprechen grob der Vesta-Familie, einer großen Gruppe von Asteroiden, benannt nach (4) Vesta, dem zweitgrößten Asteroiden und drittgrößten Himmelskörper des Hauptgürtels.
(113952) Schramm wurde am 30. Januar 2010 nach dem US-amerikanischen Astrophysiker David Schramm (1945–1997) benannt.